# 미트리오쿠스
미트리오쿠스(학명:Mystrious planirostris)는 악어목 피토사우루스과에 속하는 악어이다. 지금은 멸종된 악어로 몸길이가 4~7m인 커다란 악어에 속한다.

## 특징
미트리오쿠스는 다른 피토사우루스과에 속하는 악어들보다 더 수중 생활에 적응한 종이다. 뒷다리가 특히 더욱 길게 진화하여 수영하기에 적합한 몸을 가진 종으로 짧고 긴 패들과 같은 사지와 다른 피토사우루스과의 악어에 비해 더욱 높은 다양성을 가지는 골다연의 단지로 2가지의 소유를 나타내는 독특한 특징을 가진다. 두개골의 경우는 물고기를 먹는 것에 적합하게 진화된 종이며 현생의 가비알과 같은 긴 턱을 가지고 있다. 장식이나 문장이 없이 다소 평범한 주물을 가지고 있으며 다른 한편으로는 주발의 기지와 끝에 눈에 잘 띄는 위턱을 따라 여러개의 뼈 문장을 가진다. 각질의 문장은 식물성의 먹이를 섭취하는 데에 더욱 용이하도록 연조직의 확대된 장식품을 가진 것이 특징이다. 윗턱과 아래턱에는 각각 20~30개의 송곳니와 같은 날카로운 이빨을 가진 것이 특징이다. 먹이로는 당대에 서식하던 물고기, 갑각류 외에 양치식물과 같은 식물성의 먹이들을 두루 섭취했을 잡식성의 악어로 추정되는 종이다.

## 생존시기와 서식지와 화석의 발견
미트리오쿠스가 생존하던 시기는 중생대의 트라이아스기 후기로 지금으로부터 약 2억년전~1억 8000만년전에 살았던 악어이다. 생존했던 시기에는 유럽을 중심으로 하는 강과 호수에서 주로 서식을 했던 종이다. 화석의 발견은 1896년에 유럽의 고생물학자인 에버하르트 프라스가 유럽의 트라이아스기에 형성된 지층에서 최초로 화석을 발굴하여 새로이 명명된 종이다.

## 같이 보기
- 악어
- 중생대
- 트라이아스기
- 화석
- 파충류